# The Dream Merchant Vol. 2
The Dream Merchant Vol. 2 è il secondo album da solista del produttore hip hop statunitense 9th Wonder, pubblicato nel 2007. Collaborano al disco Sean Price, Jean Grae, Memphis Bleek, Mos Def, Little Brother, Royce da 5'9", Saigon, Buckshot e Rapper Big Pooh.

## Tracce
1. Mr. Dream Merchant Intro – 1:12
2. Shots (feat. Big Dho & Sean Price) – 3:25
3. Merchants of Dreams (feat. Chaundon, L.E.G.A.C.Y., Skyzoo & Torae) – 3:43
4. Brooklyn in My Mind (feat. Jean Grae, Memphis Bleek & Mos Def) – 4:25
5. Sunday! (feat. Chaudon & Keisha Shontelle) – 4:50
6. Baking Soda (feat. Big Treal) – 4:19
7. Reminisce (feat. Big Remo the Great & Novej) – 4:54
8. No Time to Chill (feat. Little Brother) – 3:01
9. It Ain't Over (feat. Jozeemo & Tyler Woods) – 2:54
10. The Last Time (feat. Naledge, Royce da 5'9" & Vandalyzm) – 5:09
11. Saved (feat. Joe Scudda & Saigon) – 3:04
12. The Milky Lowa (feat. Camp Lo) – 3:35
13. Backlash (feat. Buckshot & Sean Boog) – 4:16
14. Thank You (feat. D.O.X. & O-Dash) – 3:57
15. Let It Bang (feat. Ness & Skyzoo) – 3:48
16. What Makes a Man (feat. Rapper Big Pooh & Buddy Klein) – 2:42

Tracce bonus
1. Special (Remix) (feat. Medlan, Strange Fruit Project) – 3:24
2. You Wanna (feat. N.B.S.) – 4:09